# مارکو بیاگی

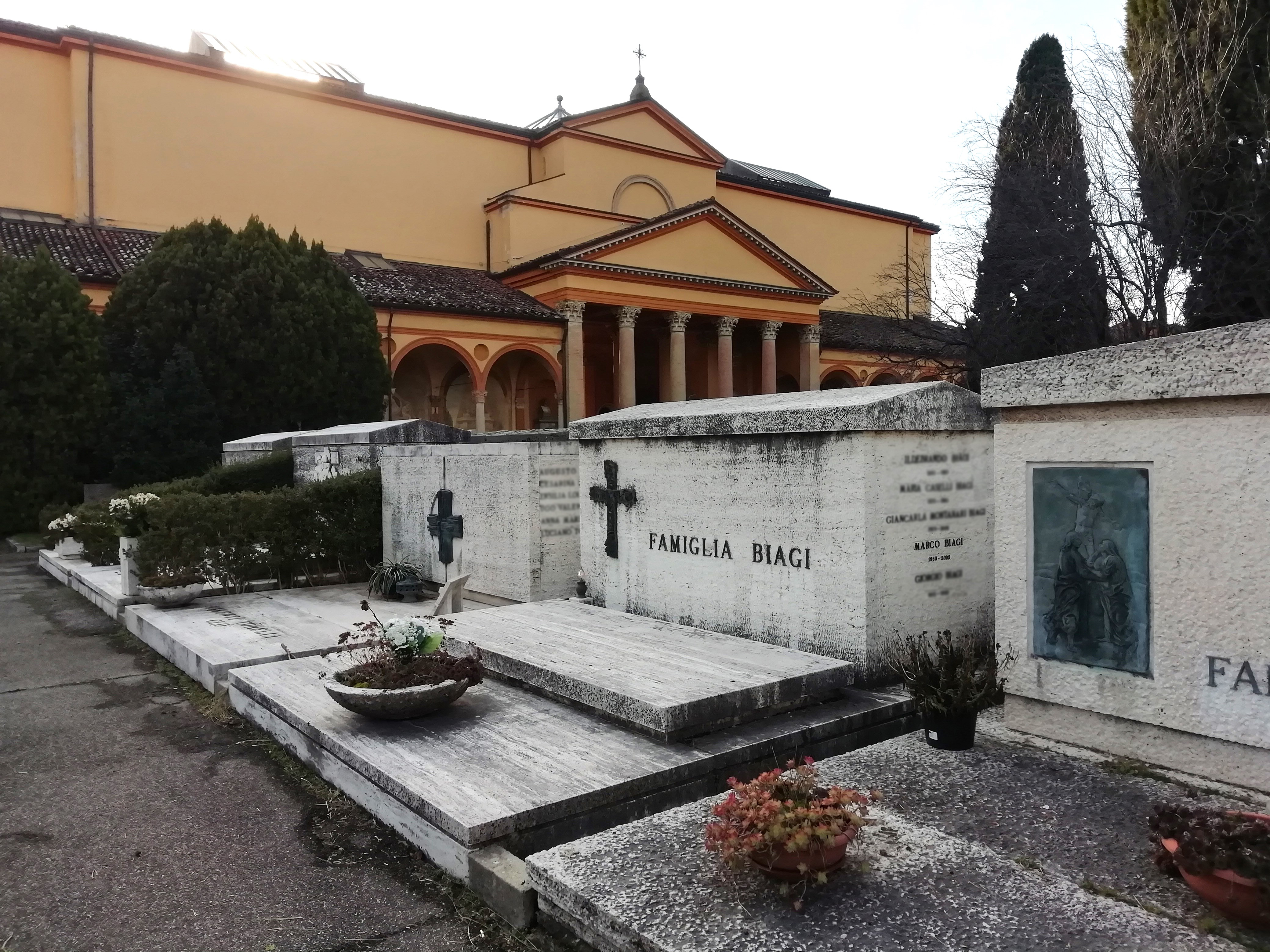
منزل مارکو بیاگی

مارکو بیاگی (۲۴ نوامبر ۱۹۵۰ در بولونیا - ۱۹ مارس ۲۰۰۲) حقوقدان ایتالیایی بود. او استاد حقوق کار و روابط صنعتی در دانشگاه مودنا بود.
در سال ۱۹۸۴، مارکو بیاگی به عنوان استاد قانون کار و حقوق اتحادیه صنفی ایتالیایی و تطبیقی در دانشگاه مودنا، در بخش مدیریت بازرگانی منصوب شد. وی از ۱۹۸۷ تا ۲۰۰۲ نیز به عنوان استاد تمام عیار در دانشکده اقتصاد خدمت کرد.
او از سال ۱۹۸۶ تا ۲۰۰۲ نیز به عنوان استاد روابط صنعتی تطبیقی در کالج دیکینسون و عضو شورای علمی دانشگاه جان هاپکینز، مرکز بولونیا، فعالیت داشت. وی از سال ۱۹۸۸ تا ۲۰۰۰ مدیر علمی SINNEA International، مؤسسه تحقیق و آموزش تعاونی Lega delle بود. او در سال ۱۹۹۱ در دپارتمان مدیریت بازرگانی در دانشگاه مودنا، مرکز مطالعات بین‌المللی و تطبیقی را تأسیس کرد و یک برنامه تحقیقاتی ابتکاری در قانون کار و روابط صنعتی ایجاد کرد.
او در سال 2000 ADAPT - انجمن مطالعات بین‌المللی و تطبیقی در روابط کار و صنایع را ایجاد کرد.
بیاگی در ۱۹ مارس ۲۰۰۲ توسط اعضای حزب کمونیست سیاسی - نظامی در خارج از خانه اش در بولونیا، به خاطر نقشش به عنوان مشاور اقتصادی روبرتو مارونی که سمت وزیر در دولت سیلویو برلوسکونی را به عهده داشت، ترور شد. میدانی در مرکز بولونیا به نام او نامگذاری شده‌است.